# Freestyle-Skiing-Weltcup 2001/02
Die Saison 2001/02 des von der FIS veranstalteten Freestyle-Skiing-Weltcups begann am 8. September 2001 in Mount Buller (Australien) und endete am 16. März 2002 in Ruka (Finnland). Ausgetragen wurden Wettbewerbe in den Disziplinen Aerials (Springen), Moguls (Buckelpiste) und Dual Moguls (Parallel-Buckelpiste). Höhepunkt der Saison waren die Olympischen Winterspiele 2002, wobei die Freestyle-Wettbewerbe vom 9. bis 19. Februar in Deer Valley stattfanden.

## Abkürzungen
- AE = Aerials
- MO = Moguls
- DM = Dual Moguls

## Männer

### Weltcupwertungen
| Gesamtwertung \| Rang \| Name \| Punkte \| \| ---- \| ----------------- \| ------ \| \| 1 \| Eric Bergoust \| 98 \| \| 2 \| Jeremy Bloom \| 94 \| \| 3 \| Aljaksej Hryschyn \| 94 \| \| 4 \| Aleš Valenta \| 91 \| \| 5 \| Jeff Bean \| 86 \| \| 6 \| Tapio Luusua \| 86 \| \| 7 \| Stéphane Rochon \| 85 \| \| 8 \| Kyle Nissen \| 84 \| \| 9 \| Nicolas Fontaine \| 83 \| \| 10 \| Sami Mustonen \| 83 \| |                   |        |
| Rang | Name              | Punkte |
| 1 | Eric Bergoust     | 98     |
| 2 | Jeremy Bloom      | 94     |
| 3 | Aljaksej Hryschyn | 94     |
| 4 | Aleš Valenta      | 91     |
| 5 | Jeff Bean         | 86     |
| 6 | Tapio Luusua      | 86     |
| 7 | Stéphane Rochon   | 85     |
| 8 | Kyle Nissen       | 84     |
| 9 | Nicolas Fontaine  | 83     |
| 10 | Sami Mustonen     | 83     |

| Rang | Name                    | Punkte |
| ---- | ----------------------- | ------ |
| 1    | Eric Bergoust           | 392    |
| 2    | Aljaksej Hryschyn       | 378    |
| 3    | Aleš Valenta            | 364    |
| 4    | Jeff Bean               | 344    |
| 5    | Kyle Nissen             | 336    |
| 6    | Nicolas Fontaine        | 332    |
| 7    | Dmitri Archipow         | 324    |
| 8    | Steve Omischl           | 288    |
| 9    | Dsmitryj Daschtschynski | 272    |
| 10   | Christian Kaufmann      | 268    |

| Rang | Name              | Punkte |
| ---- | ----------------- | ------ |
| 1    | Jeremy Bloom      | 564    |
| 2    | Stéphane Rochon   | 508    |
| 3    | Sami Mustonen     | 500    |
| 4    | Janne Lahtela     | 488    |
| 5    | Fredrik Fortkord  | 484    |
| 5    | Mikko Ronkainen   | 484    |
| 7    | Jean-Luc Brassard | 468    |
| 8    | Laurent Niol      | 360    |
| 9    | Travis Ramos      | 356    |
| 10   | Tapio Luusua      | 352    |
| 10   | Ryan Riley        | 352    |

| Rang | Name            | Punkte |
| ---- | --------------- | ------ |
| 1    | Richard Gay     | 264    |
| 2    | Garth Hager     | 236    |
| 3    | Stéphane Rochon | 188    |
| 4    | Ryan Riley      | 168    |
| 5    | Toby Dawson     | 164    |
| 6    | Janne Lahtela   | 136    |
| 6    | Warren Tanner   | 136    |
| 8    | Yugo Tsukita    | 132    |
| 9    | Stefan Zant     | 124    |
| 10   | Ryan Johnson    | 104    |

### Podestplätze
| Datum                                                          | Ort               | Disz. | 1. Platz             | 2. Platz             | 3. Platz          |
| -------------------------------------------------------------- | ----------------- | ----- | -------------------- | -------------------- | ----------------- |
| 08.09.2001                                                     | Mount Buller      | AE    | Eric Bergoust        | Kyle Nissen          | Andy Kapicik      |
| 09.09.2001                                                     | Mount Buller      | AE    | Wettbewerb abgesagt. | Wettbewerb abgesagt. |                   |
| 01.12.2001                                                     | Tignes            | MO    | Johann Grégoire      | Stéphane Rochon      | Jeremy Bloom      |
| 14.12.2001                                                     | Steamboat Springs | MO    | Stéphane Rochon      | Travis Mayer         | Jeremy Bloom      |
| 15.12.2001                                                     | Steamboat Springs | DM    | Richard Gay          | Janne Lahtela        | Stéphane Rochon   |
| 06.01.2002                                                     | Oberstdorf        | MO    | Janne Lahtela        | Laurent Niol         | Travis Ramos      |
| 11.01.2002                                                     | Saint-Lary-Soulan | MO    | Jonny Moseley        | Fredrik Fortkord     | Ryan Johnson      |
| 12.01.2002                                                     | Saint-Lary-Soulan | MO    | Sami Mustonen        | Janne Lahtela        | Evan Dybvig       |
| 12.01.2002                                                     | Mont Tremblant    | AE    | Eric Bergoust        | Jeff Bean            | Aleš Valenta      |
| 13.01.2002                                                     | Mont Tremblant    | AE    | Nicolas Fontaine     | Aljaksej Hryschyn    | Eric Bergoust     |
| 18.01.2002                                                     | Lake Placid       | AE    | Aljaksej Hryschyn    | Aleš Valenta         | Steve Omischl     |
| 19.01.2002                                                     | Lake Placid       | MO    | Jeremy Bloom         | Travis Mayer         | Jean-Luc Brassard |
| 20.01.2002                                                     | Lake Placid       | AE    | Eric Bergoust        | Aleš Valenta         | Aljaksej Hryschyn |
| 26.01.2002                                                     | Whistler          | DM    | Garth Hager          | Stéphane Rochon      | Richard Gay       |
| 27.01.2002                                                     | Whistler          | AE    | Dmitri Archipow      | Nicolas Fontaine     | Jeff Bean         |
| 9. bis 19. Februar 2002: olympische Wettbewerbe in Deer Valley |                   |       |                      |                      |                   |
| 03.03.2002                                                     | Inawashiro        | MO    | Mikko Ronkainen      | Jeremy Bloom         | Yugo Tsukita      |
| 09.03.2002                                                     | Madarao           | DM    | Ryan Johnson         | Ryan Riley           | Yugo Tsukita      |
| 10.03.2002                                                     | Madarao           | MO    | Sami Mustonen        | Richard Gay          | Travis Cabral     |
| 16.03.2003                                                     | Ruka              | MO    | Mikko Ronkainen      | Jeremy Bloom         | Stéphane Rochon   |

## Frauen

### Weltcupwertungen
| Gesamtwertung \| Rang \| Name \| Punkte \| \| ---- \| --------------- \| ------ \| \| 1 \| Kari Traa \| 100 \| \| 2 \| Ala Zuper \| 098 \| \| 3 \| Hannah Hardaway \| 093 \| \| 4 \| Shannon Bahrke \| 093 \| \| 5 \| Ann Battelle \| 089 \| \| 6 \| Jacqui Cooper \| 086 \| \| 7 \| Deidra Dionne \| 084 \| \| 8 \| Veronika Bauer \| 084 \| \| 9 \| Aiko Uemura \| 084 \| \| 10 \| Jennifer Heil \| 079 \| |                 |        |
| Rang | Name            | Punkte |
| 1 | Kari Traa       | 100    |
| 2 | Ala Zuper       | 098    |
| 3 | Hannah Hardaway | 093    |
| 4 | Shannon Bahrke  | 093    |
| 5 | Ann Battelle    | 089    |
| 6 | Jacqui Cooper   | 086    |
| 7 | Deidra Dionne   | 084    |
| 8 | Veronika Bauer  | 084    |
| 9 | Aiko Uemura     | 084    |
| 10 | Jennifer Heil   | 079    |

| Rang | Name             | Punkte |
| ---- | ---------------- | ------ |
| 1    | Ala Zuper        | 492    |
| 2    | Jacqui Cooper    | 428    |
| 3    | Deidra Dionne    | 420    |
| 3    | Veronika Bauer   | 420    |
| 5    | Veronica Brenner | 380    |
| 6    | Xu Nannan        | 360    |
| 7    | Natalja Orechowa | 356    |
| 8    | Brenda Petzold   | 352    |
| 9    | Tracy Evans      | 348    |
| 10   | Manuela Müller   | 332    |

| Rang | Name                 | Punkte |
| ---- | -------------------- | ------ |
| 1    | Kari Traa            | 600    |
| 2    | Shannon Bahrke       | 556    |
| 2    | Hannah Hardaway      | 556    |
| 4    | Ann Battelle         | 536    |
| 5    | Aiko Uemura          | 504    |
| 6    | Jennifer Heil        | 476    |
| 7    | Tae Satoya           | 472    |
| 8    | Margarita Marbler    | 464    |
| 9    | Marina Tscherkassowa | 448    |
| 10   | Sandra Laoura        | 424    |

| Rang | Name                 | Punkte |
| ---- | -------------------- | ------ |
| 1    | Christine Gerg       | 232    |
| 2    | Kari Traa            | 212    |
| 3    | Tami Bradley         | 204    |
| 4    | Jennifer Heil        | 176    |
| 4    | Emiko Torito         | 176    |
| 6    | Miyuki Hatanaka      | 164    |
| 7    | Corinne Bodmer       | 160    |
| 8    | Sylvia Kerfoot       | 156    |
| 9    | Ljudmila Dymtschenko | 152    |
| 10   | Margarita Marbler    | 140    |

### Podestplätze
| Datum                                                          | Ort               | Disz. | 1. Platz         | 2. Platz             | 3. Platz             |
| -------------------------------------------------------------- | ----------------- | ----- | ---------------- | -------------------- | -------------------- |
| 08.09.2001                                                     | Mount Buller      | AE    | Jacqui Cooper    | Li Nina              | Natalja Orechowa     |
| 09.09.2001                                                     | Mount Buller      | AE    | Ala Zuper        | Alisa Camplin        | Assol Sliwez         |
| 01.12.2001                                                     | Tignes            | MO    | Kari Traa        | Hannah Hardaway      | Aiko Uemura          |
| 14.12.2001                                                     | Steamboat Springs | MO    | Kari Traa        | Ljudmila Dymtschenko | Margarita Marbler    |
| 15.12.2001                                                     | Steamboat Springs | DM    | Christine Gerg   | Emiko Torito         | Tami Bradley         |
| 06.01.2002                                                     | Oberstdorf        | MO    | Shannon Bahrke   | Hannah Hardaway      | Jennifer Heil        |
| 11.01.2002                                                     | Saint-Lary-Soulan | MO    | Kari Traa        | Marina Tscherkassowa | Shannon Bahrke       |
| 12.01.2002                                                     | Saint-Lary-Soulan | MO    | Kari Traa        | Shannon Bahrke       | Hannah Hardaway      |
| 12.01.2002                                                     | Mont Tremblant    | AE    | Jacqui Cooper    | Ala Zuper            | Veronika Bauer       |
| 13.01.2002                                                     | Mont Tremblant    | AE    | Veronica Brenner | Ala Zuper            | Manuela Müller       |
| 18.01.2002                                                     | Lake Placid       | AE    | Veronika Bauer   | Jacqui Cooper        | Deidra Dionne        |
| 19.01.2002                                                     | Lake Placid       | MO    | Kari Traa        | Hannah Hardaway      | Jillian Vogtli       |
| 20.01.2002                                                     | Lake Placid       | AE    | Ala Zuper        | Xu Nannan            | Veronica Brenner     |
| 26.01.2002                                                     | Whistler          | DM    | Rachel Belliveau | Margarita Marbler    | Kari Traa            |
| 27.01.2002                                                     | Whistler          | AE    | Ala Zuper        | Xu Nannan            | Li Nina              |
| 9. bis 19. Februar 2002: olympische Wettbewerbe in Deer Valley |                   |       |                  |                      |                      |
| 03.03.2002                                                     | Inawashiro        | MO    | Jennifer Heil    | Kari Traa            | Aiko Uemura          |
| 09.03.2002                                                     | Madarao           | DM    | Ingrid Berntsen  | Jennifer Heil        | Ljudmila Dymtschenko |
| 10.03.2002                                                     | Madarao           | MO    | Shannon Bahrke   | Ann Battelle         | Margarita Marbler    |
| 16.03.2003                                                     | Ruka              | MO    | Kari Traa        | Tae Satoya           | Ann Battelle         |

## Nationencup
| Rang | Land                | Punkte |
| ---- | ------------------- | ------ |
| 1    | Vereinigte Staaten  | 1681   |
| 2    | Kanada              | 1294   |
| 3    | Russland            | 0502   |
| 4    | Finnland            | 0458   |
| 5    | Belarus             | 0378   |
| 6    | Frankreich          | 0373   |
| 7    | Japan               | 0357   |
| 8    | Schweiz             | 0354   |
| 9    | Australien          | 0340   |
| 10   | Volksrepublik China | 0272   |

| Rang | Land               | Punkte |
| ---- | ------------------ | ------ |
| 1    | Vereinigte Staaten | 944    |
| 2    | Kanada             | 767    |
| 3    | Finnland           | 411    |
| 4    | Frankreich         | 254    |
| 5    | Belarus            | 215    |
| 6    | Schweiz            | 147    |
| 7    | Japan              | 146    |
| 8    | Russland           | 136    |
| 9    | Schweden           | 095    |
| 10   | Ukraine            | 093    |

| Rang | Land                | Punkte |
| ---- | ------------------- | ------ |
| 1    | Vereinigte Staaten  | 737    |
| 2    | Kanada              | 527    |
| 3    | Russland            | 366    |
| 4    | Australien          | 271    |
| 5    | Volksrepublik China | 222    |
| 6    | Japan               | 211    |
| 7    | Schweiz             | 207    |
| 8    | Norwegen            | 200    |
| 9    | Belarus             | 163    |
| 10   | Frankreich          | 119    |